# Солоне (заказник)
Соло́не — гідрологічний заказник загальнодержавного значення в Україні. Розташований у межах Семенівського району Полтавської області, між селами Оболонь, Погребняки і Мирони, що на захід від смт Семенівки. 
Площа природоохоронної території 400 га. Статус присвоєно 1982 року. Перебуває у віданні: Погребняківська сільська рада.

## Географічне розташування
Заказник розташований у заплаві річки Оболонь, неподалік від гирла Сули. Це межиріччя Сула — Псел, для якого характерні значні площі із засоленими ґрунтами, що зумовлено високим рівнем ґрунтових вод, насичених легкорозчинними солями, та зниженням рельєфу. Складається з ділянок галофільної та лучної рослинності навколо озера Солоного та в перезволожених зниженнях.

## Структура заказника
Заказник є комплексним і складається з трьох частин:
1. «Велике кільце». Це ділянка болота з суцільними чагарниками очерету і рогозу вузьколистого. Рогозово-камишові хащі є улюбленим місцем гніздування водоплавних птахів і нересту риби. Тут зростає комахоїдна рослина — пухирник звичайний, є водяний жовтець Ріона, ряска горбата.
2. «Мале кільце». Тут зростає куга, яка відома ще як очерет озерний. У західній частині ділянки трапляються тризубець морський, ситник Жерара, солончакова айстра звичайна.
3. «Бічний відріг». Ця ділянка примикає до «Великого кільця» і є солонцюватими луками. Серед рослинності домінує куга Табернемонтана. Тут трапляються регіонально рідкісні рослини — пирій подовжений і подорожник солончаковий.

## Рослинні угруповання боліт
На більшій частині заказника розташовані високотравні болота. Навколо «Малого кільця» переважають угруповання куги озерної та Табернемонтана. А навколо «Великого кільця» — угруповання очерету звичайного, рогозу вузьколистого, які є природними біофільтрами. Рослинність представлена галофільними угрупованнями, які характерні для периферійних територій, і відносяться до класів справжньої солончакової та солонцевої рослинності. Чимало з них є рідкісними або малопоширеними, тому перебувають під охороною. Це солонець звичайний, содник простертий, галіміона бородавчаста, камфоросма однорічна. Вони здатні нагромаджувати хлориди і сульфати. Мокрі солончаки з найвищою концентрацією солей в ґрунті — це місця проростання солонцю звичайного, який має розгалужене м'ясисте стебло від зеленого до червонуватого кольору, редуковані листки. Таким чином відбулося пристосування до наявності високої частки солі в ґрунті. На території України такі умови сформувалися навколо лиманів. 
У периферійній частині заказника невеликі території займає содник простертий із незначними домішками стелюшка середнього і солонцю звичайного. Галіміона бородавчаста представлена фрагментарно. 
Галофільні гігрофільні види набули поширення в умовах підвищеної зволоженості. Це тризубець морський, лобода товстолиста, молочка приморська. Менш поширені в Полтавській області галофіти характерні для територій з меншою зволоженістю. Це подорожник солончаковий, хрінниця круглолиста, полин сантонінський, пирій видовжений. На підвищеннях ростуть переважно середньосолелюбні ситник Жерара, кермек південнобузький, покісниця розставлена. 
На мілководді зрідка можна зустріти пухирник звичайний, ряску малу і горбату, жабурник звичайний, водяний жовтець Ріона, частуху злакоподібну.

## Тваринний світ

### Тварини водно-болотних екосистем
Тварини заказника є типовими представниками водно-болотних екосистем. Найбільшу кількість серед хребетних складають птахи: близько 62 видів, з яких 18 — гніздуючі. У весняний період значної кількості досягають погонич та очеретянки лучна і велика. На водоймах трапляються бугай, бугайчик, крижень, чирок-тріскунок, пастушок, курочка водяна, лиска, кобилочка солов'їна, крячок білощокий. Як кормовий біотоп болото використовують квак, чапля велика біла, чапля сіра. Набагато рідше трапляються чомга, курочка мала, чирок-свистунок, бекас. 
Кількість видів птахів збільшується у сезон міграцій, тому на болоті можна побачити чимало рідкісних. Це чапля біла мала, лебідь-шипун, чернь червонодзьоба та чубата, гоголь, крохаль довгоносий, фіфі, мородунка, турухтан, дупель, грицик великий, крячок світлокрилий. 
Водно-болотні ссавці представлені полівкою водяною. Із евритопних звірів трапляються кабан, лисиця, горностай, ласка. 
Через високий вміст солей такі амфібії, як джерелянка червоночерева та жаба озерна, є малопоширеними. Найбільш ймовірно їх побачити тільки у другій половині весни, коли засоленість води знижується.

### Тварини лучно-степових екосистем
37 видів хребетних представляють лучно-степовий комплекс. Загалом тут трапляються 29 видів птахів, але тільки близько 10 з них — у період гніздування. На всій території є малочисельні популяції перепела, чайки, травника, жайворонка польового, чекана лугового, плиски жовтої. У сезон міграцій додаються боривітер звичайний, кібчик, луні лучний та польовий, голуб-синяк, сиворакша, чечевиця, просянка, вівсянка садова, орлан-білохвіст, журавель сірий, лежень, кроншнеп великий, дерихвіст степовий, сорокопуд сірий. 
Найбільш типовими ссавцями є заєць-русак, полівка східноєвропейська. Дуже рідко можна побачити сліпака звичайного. У межах одного нерозораного кургану живе колонія ховраха крапчастого. 
Через значну засолоність кількість видів земноводних та плазунів надзвичайно мала. Інколи трапляються тільки ропуха зелена, часничниця звичайна, ящірка прудка.